# Ҹ
La Ҹ, in minuscolo ҹ, è una lettera dell'alfabeto cirillico, usata nella versione del cirillico adattata per la lingua azera. Il codice Unicode è 04B8 per il maiuscolo e 04B9 per il minuscolo
Rappresenta generalmente la consonante affricata palatoalveolare sonora /ʤ/, come la G dolce italiana.